# Speläotherapie
Speläotherapie ist die Behandlung in einer so genannten Heil- oder Klimahöhle. Speläotherapie wird auch als Höhlentherapie, Untertage-Klimatherapie bzw. Heilstollentherapie bezeichnet.

## Indikationen
Die Behandlung wird angewendet bei Asthma bronchiale, Bronchitis, allergischem und chronischem Schnupfen, allergischen und chronischen Nasennebenhöhlenerkrankungen, verschiedenen Allergien und Hautkrankheiten, fibrosierender Alveolitis und Krupphusten.

## Hintergrund
Für die therapeutische Wirkung von feuchtkalten Höhlen auf Atemwegserkrankungen werden zwei Ursachen angenommen:
- Die Staub- und Allergenarmut, die sehr wesentlich durch die hohe relative Luftfeuchtigkeit unterstützt wird. In der Luft vorhandene Staub- und Allergenpartikel werden zur schnellen Sedimentation gebracht und bleiben dann an den feuchten Wänden und dem Boden weitgehend gebunden.
- Die Lufttemperatur von 6,8 °C bei annähernd 100%iger relativer Luftfeuchtigkeit, wobei die absolute Luftfeuchtigkeit sehr niedrig ist. Beim Einatmen der kalten Luft wird sie auf 37 °C aufgewärmt. Durch die Erwärmung sinkt die relative Luftfeuchtigkeit auf ca. 20 %, die Luft ist nun trocken wie in der Wüste und muss zur Sättigung mit Wasserdampf Wasser aus dem Körpergewebe entziehen. Bei einem einstündigen Aufenthalt im Stollen werden rund 22 ml Wasser aus den Atemwegen extrahiert – genug, um die geschwollenen Schleimhäute der Atemwege so weit zu dehydratisieren, dass sie für den Luftstrom wieder besser durchgängig werden.

Die Wirksamkeit der Höhlentherapie bei Asthma bronchiale konnte vor 2002 nicht zweifelsfrei belegt werden; eine Studie der Universität Ulm aus dem Jahre 2002 an einer Gruppe von 133 Kindern mit Asthma bronchiale in drei verschiedenen Heileinrichtungen erbrachte schließlich den Nachweis, dass „die Speläotherapie also einen nachweisbar positiven therapeutischen Effekt“ hat.
Die Kosten einer Höhlentherapie werden im Rahmen von freien Badekuren durch die Gesetzlichen Krankenkassen erstattet.
Zehn Orte in Deutschland haben sich im Deutschen Heilstollenverband zusammengeschlossen.

## Österreich
In Österreich gibt es folgende Heilstollen:
- Gasteiner Heilstollen (1.270 m) in Böckstein
- Heilstollen (930 m) in Oberzeiring
- Friedrichstollen (902 m) in Bad Bleiberg
- Thomasstollen (915 m) in Bad Bleiberg
- Barbarastollen (606 m) in Dellach im Drautal